# نیروگاه هسته‌ای نووورونژ دوم
نیروگاه هسته‌ای نووورونژ دوم (به لاتین: Novovoronezh Nuclear Power Plant II) یک نیروگاه هسته‌ای در روسیه است که در نووورونژ واقع شده‌است.